# Grenadine

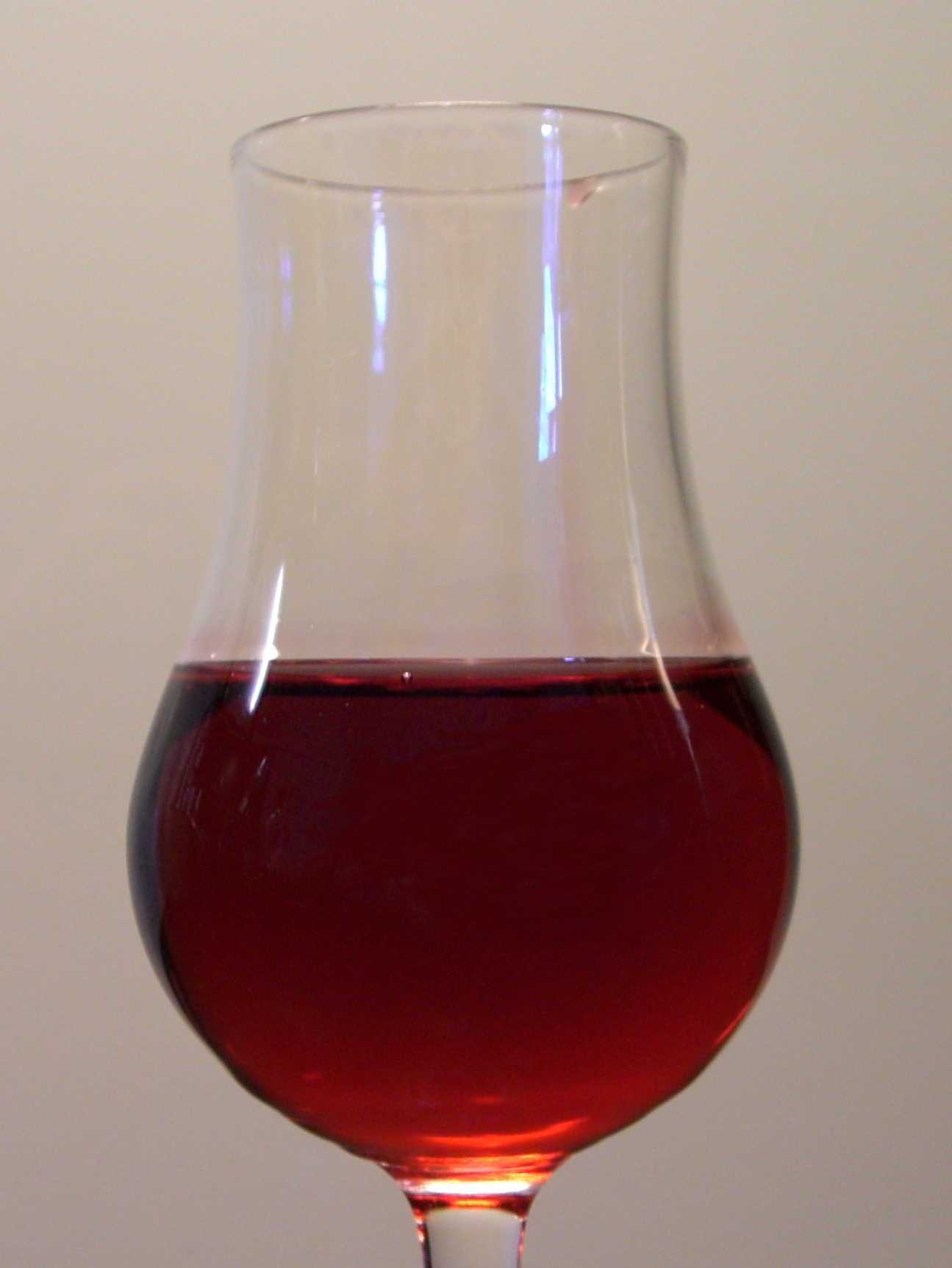
Een glas met grenadinesiroop

Grenadine is een limonade die oorspronkelijk werd gemaakt van het sap van de granaatappel.
Grenadine is lange tijd de algemene benaming voor allerlei vruchtensiropen geweest, zoals limonade dat nu is. Zo is er ook grenadine die gemaakt is van appels of vlierbessen.

## Grenadine in cocktails
Grenadine wordt ook wel in cocktails gebruikt, zoals in Tequila Sunrise.
De (smaak van) grenadine wordt ook wel toegevoegd aan bepaalde likeuren. Gewestelijk wordt een glas bier met een scheut grenadine een tango (ook wel smos) genoemd, met cider erbij wordt het een snakebite. In Noord-Brabant wordt trappistenbier wel met grenadine geserveerd (wilt u de trappist met of zonder...). In Vlaanderen deed men weleens een scheut grenadine in Geuze en Rodenbachbier, die van nature een zurige toets hebben.